# Luciana Geuna
Luciana Geuna (Rosario, 10 de agosto de 1977) es una periodista argentina. Desde 2021 hasta 2023 se desempeñó cómo conductora del noticiero central del canal argentino eltrece Telenoche.

## Biografía
Estudió Licenciatura en Comunicación Social en la Universidad Nacional de Rosario. En 2005 comenzó a trabajar con Jorge Lanata en LanataPM, en AM Del Plata; en Perfil y Crítica.
Trabajó en el programa Periodismo para todos de Jorge Lanata y en No está todo dicho, programa de la primera mañana de La 100.
En radio, trabajó en Lanata Sin Filtro, en Radio Mitre. A fines del 2013 abandonó el programa, para unirse al programa de interés general No está todo dicho junto a Guido Kaczka y Claudia Fontán, en La 100.
Desde septiembre de 2016 está al frente del noticiero central del canal Todo Noticias junto a Nicolás Wiñazki. 
Fue nominada cinco veces al premio Martín Fierro, ganándolo en dos oportunidades.[cita requerida] La Fundación Konex le otorgó el Diploma al Mérito en el área Comunicación-Periodismo.
En 2019 Luciana Geuna dejó la conducción de TN Central, luego de su extensión horaria, y se incorporó como conductora al noticiero Telenoche, acompañada de Diego Leuco y María Laura Santillán. Desde 2021 hasta 2023, tras la salida de María Laura Santillán, pasó a ser la conductora definitiva del informativo, acompañada por Diego Leuco.
Desde 2024 se desempeña como una de las conductoras de Paraiso Fiscal en el canal de streaming Olga.

## Premios y nominaciones
| Premios Martín Fierro | Premios Martín Fierro                           | Premios Martín Fierro | Premios Martín Fierro | Premios Martín Fierro |
| Año                   | Categoría                                       | Trabajo Nominado      | Resultado             | Ref.                  |
| --------------------- | ----------------------------------------------- | --------------------- | --------------------- | --------------------- |
| 2014                  | Mejor labor periodística femenina en televisión | Periodismo para todos | Nominada              | [ 12 ]                |
| 2015                  | Mejor labor periodística femenina en televisión | Periodismo para todos | Ganadora              | [ 13 ]                |
| 2016                  | Mejor labor periodística femenina en radio      | No está todo dicho    | Nominada              | [ 14 ]                |
| 2017                  | Mejor labor periodística femenina en televisión | Periodismo para todos | Ganadora              | [ 15 ]                |
| 2017                  | Mejor labor periodística femenina en radio      | No está todo dicho    | Nominada              | [ 16 ]                |

| Premios Konex | Premios Konex                                           | Premios Konex | Premios Konex | Premios Konex |
| Año           | Categoría                                               | Resultado     | Ref.          |               |
| ------------- | ------------------------------------------------------- | ------------- | ------------- | ------------- |
| 2017          | Diploma al Mérito - Revelación por el período 2007-2016 | Ganadora      | [ 17 ]        |               |